# Айлама
Айлама (груз. აილამა) — горная вершина в центральной части Главного Кавказского хребта в горном районе «Балкария», на границе между Грузией (Рача-Лечхуми и Нижняя Сванетия) и Россией (Кабардино-Балкария), возвышается над ледником «Айлама» в долине Дыхсуу.
Абсолютная высота горы составляет 4546 метров над уровнем моря. 
Нижние склоны горы покрыты альпийскими и субальпийскими лугами, а верхние склоны имеют ледниковые ландшафты.
На южном склоне горы находится альпинистский лагерь под названием «Айлама».
Первое восхождение на вершину Айлама было осуществлено в 1889 году альпинистом Херманом Вуллей.